# Proechimys goeldii
Proechimys goeldii (щетинець Ґоелді) — вид гризунів родини щетинцевих, який зустрічається в Бразилії, на південь від Амазонки і на схід від гирла р. Мадейра. Його висотний діапазон досягає 300 м. Живе в затоплюваних (порт. varzea) та болотистих (порт. igapo) лісах Амазонії. Крім того, був знайдений у вторинних лісах і садах. Каріотип: 2n=24, FN=42.

## Етимологія
Вид названо в честь Еміля Огеста Ґоелді (англ. Emil August Goeldi, 1859–1917), швейцарського зоолога, який народився в Цюриху й поїхав до Бразилії в 1880 році, де спершу працював у Національному музеї, пізніше він реорганізував Музей натуральної історії та етнографії провінції Пара (який зараз називається Музей Еміліо Ґоелді провінції Пара). Ґоелді добре відомий вивченням бразильських птахів та ссавців. Повернувся в Швейцарію в у 1907 році й викладав біологію та фізичну географію в Університеті Берну до своєї смерті. Автор книг Aves do Brazil (1894), Die Vogelwelt des Amazonensstromes (1901).

## Загрози та охорона
У східній Парі вид перебуває під загрозою в результаті збезлісення та видобутку заліза й алюмінію, в інших областях відчуває загрозу в зв'язку з розширенням соєвого сільського господарства; шосе Куяба-Сантарем також проходить через частину діапазону. Вид проживає в деяких охоронних зонах.